# Stora Husemadtjärnet
Stora Husemadtjärnet är en sjö i Färgelanda kommun i Dalsland och ingår i Örekilsälvens huvudavrinningsområde. Stora Husemadtjärnet ligger i Kroppefjäll Natura 2000-område.